# Sant Policarpi
Sant Policarpi (en francès Saint-Polycarpe) és un municipi francès situat al departament de l'Aude i a la regió d'Occitània.

## Patrimoni cultural
- Abadia de Sant Policarp, monestir del segle xii catalogat com a monument històric.